# Pinkernès
Le pinkernès (en grec : πιγκέρνης ou parfois ἐπιγκέρνης) est une fonction importante de la cour impériale byzantine. Le terme, qui dérive du verbe grec ἐπικερράνυμι (« mélanger » pour du vin), désigne l'échanson de l'empereur byzantin.

## Histoire
Cette fonction est attestée dans le Klētorologion  de Philothée (899) dans lequel un pinkernes de l'empereur byzantin et un pinkernes de l'Augusta sont mentionnés parmi les eunuques du personnel du palais impérial.
Cette fonction trouve son équivalent dans le personnel du patriarche de Constantinople et dans les foyers des plus importants aristocrates. Dans les sources littéraires, les termes plus descriptifs d’oinochoos (« verseur de vin ») et de kylikiphoros (« porteur du kylix ») sont souvent utilisés à la place de celui de pinkernes.
Sous les Comnènes, cette fonction cesse d'être réservée aux seuls eunuques et devient progressivement une distinction importante. Ainsi, il est parfois décerné aux parents de l'empereur. Plusieurs généraux majeurs de l'ère Paléologue, comme Michel Glabas Tarchaniotès, Alexis Philanthropénos ou Syrgiannès Paléologue, reçoivent le titre de pinkernes.